# Авангард (Антрацит)
Авангард — радянський футбольний клуб з Антрациту. Заснований не пізніше 1968 року.

## Досягнення
- У другій лізі СРСР — 7 місце (у зональному турнірі УРСР класу «Б» — 1969 рік).

## Результати виступів
| Сезон | Турнір                                                   | Досягнення |
| ----- | -------------------------------------------------------- | ---------- |
| 1968  | Чемпіонат СРСР 1968, перехідні ігри                      | 2-е місце  |
| 1969  | Чемпіонат СРСР 1969, клас «Б», 2 зона УРСР               | 7-е місце  |
| 1970  | Чемпіонат СРСР 1970, клас «Б», 1 зона УРСР               | 7-е місце  |
| 1970  | Чемпіонат СРСР 1970, клас «Б», УРСР, фінал за 1-14 місця | 6-е місце  |